# Partille
Partille är centralort och en kommundel i Partille kommun, samt del av tätorten Göteborg. Samhället genomkorsas av E20 och har en järnvägsstation utmed Västra stambanan.

## Historia

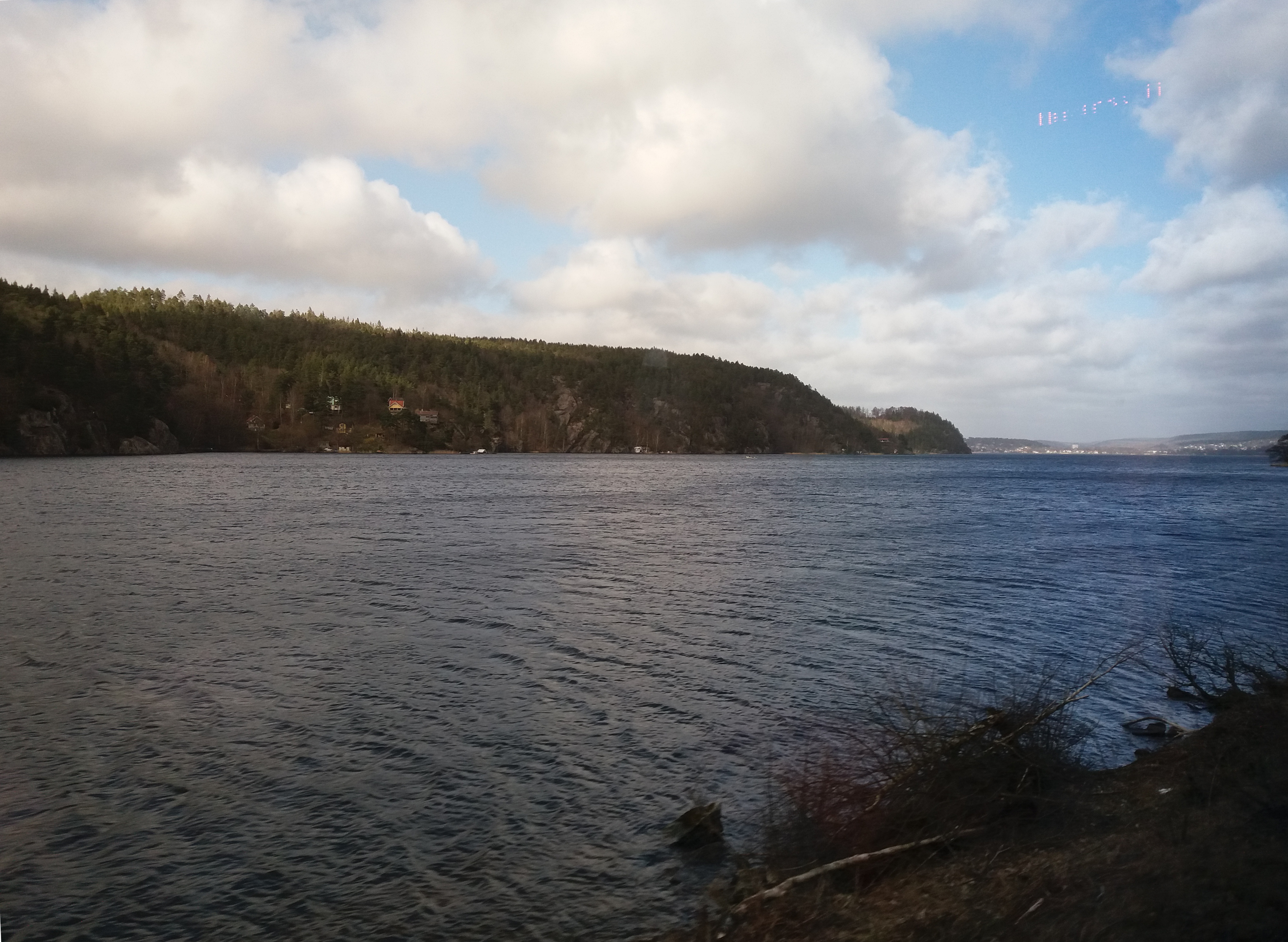
Sjön Aspen, sedd från järnvägen.

Partille har vuxit upp kring Partille kyrka och den närbelägna Partille herrgård, vilken finns omnämnd redan under medeltiden. Då kallades samhället Partaella eller Partila. Namnet kan tydas som ”den kluvna hällen” eller ”passet eller porten mellan bergen” och liknande, och kan syfta antingen på bergen på båda sidorna om Säveåns dalgång, eller bergspasset där Jonsered möter sjön Aspen.
Under medeltiden ingick Partille socken tillsammans med Örgryte, Härryda socken och Landvetter i Sävedals härad. Under åren 1613–1619 ingick Partille i Älvsborgs andra lösen.
Partille är kyrkby i Partille socken och ingick efter kommunreformen 1862 i Partille landskommun. I denna inrättades för orten 2 april 1931 Partille municipalsamhälle vilket sedan upplöstes 31 december 1954. Sedan 1971 ingår orten som centralort i Partille kommun.
Partille industrialiserades i slutet av 1800-talet då flera verksamheter etablerades längs med Säveån. 1898 startades Partille Yllefabriks Aktiebolag. Bolaget leddes av direktör Jörg Jebsen som kom att bidra till skapandet av Partille Villastad, numera känt som Paradiset, ett område med villor i nationalromantisk stil. Ett av de mer framträdande husen som byggdes var Villa Porthälla på uppdrag av Ernst Harbeck. Den mest framgångsrika industrin var Motorfabriken Eck som tillverkade elektriska motorer och verktygsmaskiner. Kemiföretaget Dr. Ernst Harbeck AB etablerades vid samma tid. Andra verksamheter var konserveringsfabrik (1906–1915), korkfabrik och shoddyfabrik.
Under 1950-talets tillväxtår etablerades ny industri, bland annat Daros kolvringstillverkning och matgrossisten Olegruppen AB.

## Samhället

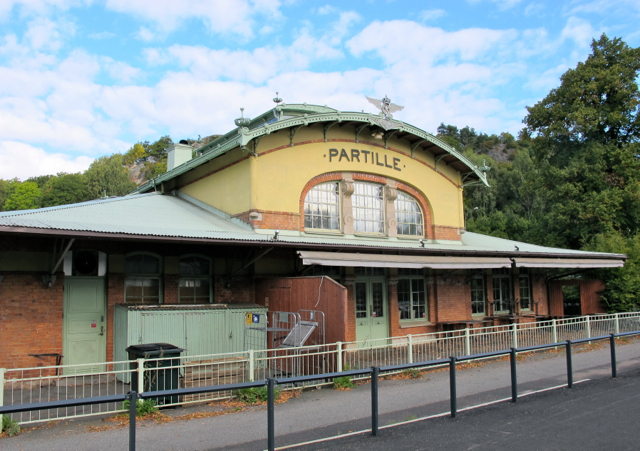
Partille station, byggd 1901.

I Partille ligger Partille kyrka och Partille herrgård. Här ligger även Partille station som invigdes 1856. Det första stationshuset ritades av Adolf W. Edelsvärd, chefsarkitekt vid Statens Järnvägars arkitektkontor. Flera andra stationer har byggts efter samma modell, som kallas Partilledsmodellen. 1901 ersattes det stationshuset av ett nytt med tillhörande bostadshus utförda i jugendstil. Arkitekt var Folke Zettervall, som efterträtt Edelsvärd på arkitektkontoret. Stationsbyggnaden förklarades som byggnadsminne år 1990.

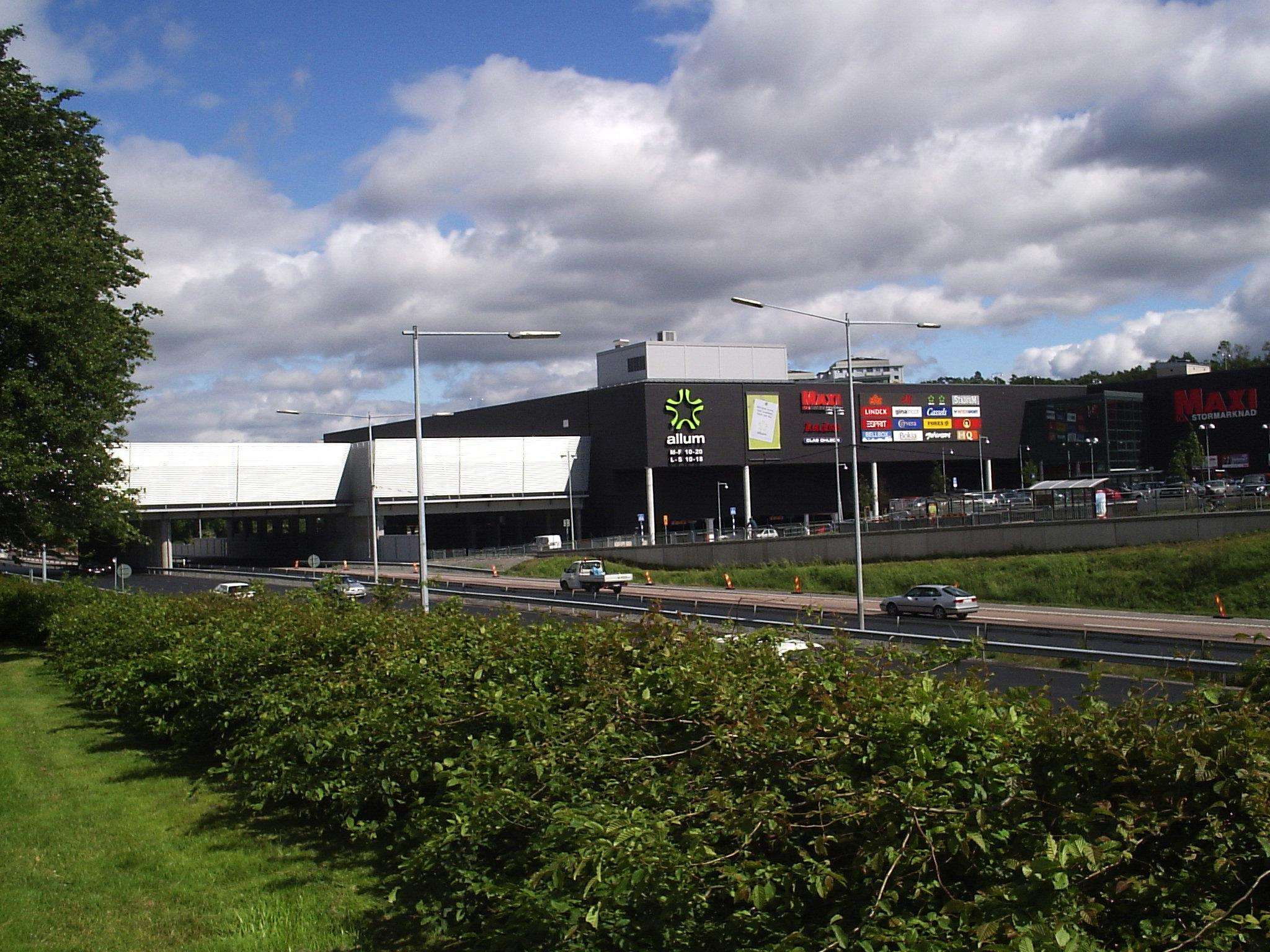
Västra fasaden av Allum.

Nära stationen finns Partille centrum som har en stor bussterminal i samma byggnad som köpcentrumet Allum. Allum är delvis byggt över motorvägen, och stod klart i april 2006.

## Skolor
- Björndammens skola
- Casa Montessori (friskola)
- Furulunds skola
- Lexby skola
- Lillegårdsskolan
- Partille gymnasium, tidigare Porthälla gymnasium, uppfört 1965–1967 med Helge Zimdal som arkitekt.[7]
- Skulltorps skola, vid Västra Annebergsvägen, stod klar 1965 efter ritningar av Cederlöf Arkitektkontor.
- Stadsparksskolan, centrala Partille
- Vallhamra skola
- Oxledsskolan
- Ugglums skolan
- Jonsereds skola

## Sport och fritid
Partille Arena är en inomhusarena där bland annat svenska mästarna i handboll IK Sävehof spelar sina hemmamatcher.
Andra idrottsplatser:
- Vallhamra IP med ishall och multihall
- Jonsereds IP
- Lexby IP

## Evenemang
- Partille Cup
- Partillerocken
- Summer- och Wintergate

## Kända personer
Partille har varit hemort för ett flertal musikgrupper så som Lok, Drängarna och Arvingarna. En annan känd musiker från Partille är Björn Olsson (tidigare Union Carbide Productions, The Soundtrack of Our Lives), numera producent.
Bland andra kända personer uppvuxna i Partille kan nämnas:
- Fotbollsspelarna Bebben Johansson, Torbjörn Nilsson och Kim Källström
- Hockeyspelaren Daniel Alfredsson
- Handbollsspelaren Patrik Fahlgren och handbollssystrarna Pernilla Ahlm och Johanna Ahlm
- Medeldistanslöparen Andreas Kramer
- Skådespelarna Morgan Alling och Sissela Kyle
- Ståuppkomikern Petra Mede
- Sångerskorna Sofia Källgren och Helena Paparizou
- Stjärnkocken Marcus Samuelsson
- Musikern Timo Räisänen (uppvuxen i Kåhög)
- Youtubern Felix Kjellberg, känd som Pewdiepie
- Journalisterna Robert Laul och Bilan Osman